# Jesús María Sanz Serna
Jesús María Sanz Serna (Valladolid, 12 de junio de 1953) es un matemático especializado en Matemática aplicada y pionero en integración geométrica. Es uno de los científicos españoles más citado y premiado. Ha recibido el Premio Dahlquist de la Society for Industrial and Applied Mathematics -SIAM- con sede en Filadelfia, Estados Unidos. Fue rector de la Universidad de Valladolid desde 1998 a 2006. Actualmente es catedrático de la Universidad Carlos III (UC3M) de Madrid donde ocupó la Cátedra de Excelencia en 2014.

## Formación y docencia
Jesús María Sanz Serna nació en la ciudad de Valladolid el 12 de junio de 1953. Cursó el bachillerato con los Jesuitas, en el Colegio San José (Valladolid). Realizó sus estudios de Licenciatura en matemáticas en la Universidad de Valladolid entre los años 1970 a 1975. Cuando acabó, fue contratado en la misma Universidad. Se doctoró con la tesis sobre Análisis funcional Espacios de sucesiones en espacios vectoriales topológicos, bajo la dirección de Antonio Pérez Gómez en el año 1977. Al terminar la tesis se trasladó a Escocia, donde siguió un master sobre Análisis numérico en la Universidad de Dundee, impartido por reconocidos especialistas en la materia: R. Mitchell, J. Lambert, Roger Fletcher, A. Watson y David Griffiths. En el año 1981 consiguió, en concurso nacional, la plaza de profesor agregado en Análisis Numérico para regresar, ya como catedrático, a la Universidad de Valladolid donde continuó con sus investigaciones.
Es miembro de la American Mathematical Society y de la  Sociedad Española de Métodos Numéricos en Ingeniería.

## Investigación

### Integración numérica de problemas hamiltonianos
En los años siguientes Sanz Serna centró su investigación en uno de los campos de la Matemática Aplicada, la integración numérica de problemas Hamiltonianos donde su notable contribución ha sido ampliamente reconocida. Así, fue invitado a participar en el ICM, International Congress of Mathematicians en Zúrich, Suiza, en el año 1994 y en 1995 recibió, en su primera convocatoria, el Premio Dahlquist de la SIAM (Society for Industrial and Applied Mathematics) establecido en honor a Germund Dahlquist, matemático fallecido en 2005.

### Integración Geométrica
Los avances en la integración numérica de problemas hamiltonianos han permitido la consolidación de un campo de investigación denominado Integración Geométrica que permite la resolución de ecuaciones diferenciales conservando sus propiedades. Las aportaciones de Sanz Serna y su grupo de investigación han sido pioneras en el desarrollo de esta disciplina.

## Rector de la Universidad de Valladolid (1998-2006)
| Predecesor: Francisco Javier Álvarez Guisasola | Rector de la Universidad de Valladolid 1998 - 2006 | Sucesor: Evaristo José Abril Domingo |

## Premios y distinciones
Entre otros, Jesús María Sanz Serna ha recibido los siguientes premios y distinciones:
- 1995 - Premio Dahlquist, Society for Industrial and Applied Mathematics, SIAM – Primera convocatoria.
- 1995 - Premio Iberdrola de Ciencia y Tecnología (otorgado en San Sebastián por un jurado compuesto, entre otros, por tres premios Nobel: Dudley R. Herschbach, Jean M. Pierre y Jack Steinberger, concedido al mejor investigador español en cualquier campo.
- 1995 - Premio de la Real Academia de Ciencias
- 1997 - Premio de Investigación Científica Castilla y León
- 1999 - Académico de la Real Academia de Ciencias Exactas, Físicas y Naturales
- 2001 – Doctor honoris causa, Universidad Experimental Nacional de los LLanos Ezequiel Zamora, Venezuela
- 2002 - Medalla de Oro de la Universidad Federal de Pernambuco, Brasil
- 2007 - Académico de número de la Real Academia de Ciencias Exactas, Físicas y Naturales Integración geométrica, Discurso de ingreso el 28 de noviembre de 2007  y contestación de Amable Liñán
- 2008 - Académico de número de la Real Academia de Medicina y Cirugía de Valladolid Matemática y Medicina, Discurso de ingreso el 30 de mayo de 2008
- 2009 - Miembro distinguido -Fellowship SIAM- de la Society for Industrial and Applied Mathematics
- 2011 - Miembro del IMA - Institute of Mathematics and its applications - Reino Unido.[7]

## Publicaciones
Ha publicado más de 80 artículos en revistas internacionales, más de 20 capítulos de libros así como otras publicaciones, conferencias y discursos. Todas las publicaciones de Sanz Serna pueden verse, y algunas de ellas descargarse en su página personal en la UVa
Artículos en revistas internacionales (descargables)
- J. M. Sanz-Serna, Stabilizing with a hammer. Stochastic and Dynamics, 8(2008), 47-57.
- J. M. Sanz-Serna, Mollified impulse methods for highly-oscillatory differential equations, SIAM J. Numer. Anal. 46(2008), 1040-1059.

Libros
- 1994 - Sanz-Serna JM, Calvo MP., Numerical Hamiltonian Problems. Chapman & Hall, London, England. ISBN 0-412-54290-0, 9780412542909, 207 págs.
- 1997 – Sanz-Serna JM. Stuart, AM., Differential Equations Subject to Random Impulses, Computer Science Dept, Stanford University, Scientific Computing and Computational Mathematics Program.
- 1998 - Sanz-Serna JM, Diez lecciones de cálculo numérico', Universidad de Valladolid Secretariado de Publicaciones e Intercambio Científico, ISBN 84-7762-790-8, 9788477627906, 174 págs.

Presentaciones
- Geometric integration of Hamiltonian systems